# نووی (شهرستان تخته‌موکایسکی، آدیغیه)
نووی (به لاتین: Novy) یک منطقهٔ مسکونی در روسیه است که در آدیغیه واقع شده‌است.